# Linda Buthelezi
Innocent Linda Buthelezi (ur. 28 czerwca 1969 w Johannesburgu) – południowoafrykański piłkarz występujący na pozycji pomocnika.

## Kariera klubowa
Buthelezi karierę rozpoczynał w 1988 roku w zespole Jomo Cosmos. W 1990 roku zdobył z nim Puchar Południowej Afryki. W 1991 roku odszedł do Kaizer Chiefs. Dwukrotnie wywalczył z nim mistrzostwo Południowej Afryki (1991, 1992), a także raz Puchar Południowej Afryki (1992). W 1993 roku został zawodnikiem tureckiego Karabüksporu. W sezonie 1993/1994 rozegrał tam 7 spotkań w pierwszej lidze tureckiej.
Następnie Buthelezi wrócił do Południowej Afryki, gdzie został graczem Orlando Pirates. W 1994 roku zdobył z nim mistrzostwo Południowej Afryki. W 1995 roku przeszedł do Mamelodi Sundowns. W sezonie 1997/1998 wywalczył z nim mistrzostwo oraz puchar Południowej Afryki. W 1998 roku odszedł do Supersport United, w sezonie 1998/1999 również wygrał rozgrywki krajowego pucharu. W 1999 roku zakończył karierę.

## Kariera reprezentacyjna
W latach 1994–1997 w reprezentacji Południowej Afryki Buthelezi rozegrał 27 spotkań. W 1996 roku został powołany do kadry na Puchar Narodów Afryki. Zagrał na nim w meczach z Kamerunem (3:0), Angolą (1:0), Algierią (2:1), Ghaną (3:0) i Tunezją (2:0), a Południowa Afryka została zwycięzcą turnieju.